# 제롬 비플
제롬 커즌스 비플(영어: Jerome Cousins Beefle, 1928년 3월 20일 ~ 2002년 4월 4일)은 미국의 육상 선수로 주 종목은 멀리뛰기이다.
덴버에서 태어나 사망한 비플은 덴버 이스트 고등학교에 수학하면서 100 야드와 220 야드, 높이뛰기 등을 우승하고 덴버 대학교에 입학하였다.
대학 재학 중에 "원맨 육상 팀"으로 알려진 비플은 1949년 스카이라인 대회에 파이오니어스를 이끌었다. 당시 대학 육상 이벤트의 "빅 쓰리"로 알려진 캔자스 릴레이, 드레이크 릴레이. 웨스트 코스트 릴레이에서 모두 1위는 물론, NCAA의 멀리뛰기 타이틀을 우승하였다. 같은 해 트랙 앤드 필드 뉴스에 의하여 최고 대학 육상 스타로 선정되었다.
대학 졸업 후, 1952년 헬싱키 올림픽 팀에 선출, 올림픽에서 멀리뛰기 금메달을 획득하였다.
후에 덴버 이스트에서 육상 코치와 청소년 상담인이 되었다.